# Romance (카밀라 카베요의 음반)
《Romance》(로맨스)는 카밀라 카베요의 두 번째 정규 음반으로, 2019년에 발매되었다.
데뷔순위가 빌보드 200 3위에 그쳐서 카밀라도 소포모어 징크스를 피하지 못했다.
앨범 싱글인 My oh My 가 그나마 싱글차트 12위에 올라서 아주 최악은 면했다.